# Música tradicional galega
A música tradicional da Galiza e das Astúrias têm algumas semelhanças com a das áreas vizinhas da Cantábria, Leão, Castela e Norte de Portugal,  é caracterizada por uma utilização extensiva da gaita-de-fole.